# Kajsa Knapp
Kajsa Knapp född 1981 i Malmö. Kajsa är en av grundarna till e-handelsföretaget Coolstuff.se som drivs av Coolstuff AB. Hon är idag, 2018, delägare och är VD tillsammans med sin make Christian Omander.

## Biografi
Kajsa grundade Coolstuff 2004 tillsammans med dåvarande sambo Christian Omander under tiden de studerade vid Högskolan i Halmstad. Coolstuff AB registrerades 2005. 2017 hade företaget 40 anställda. 2015 omsatte Coolstuff 105 miljoner svenska kronor. 2008 utsågs företaget till Årets e-handel av InternetWorld.
Idag, 2018 är Kajsa Knapp bosatt i Malmö och är gift med Christian Omander.